# Liste von Basketballvereinen in Albanien
Diese Aufstellung ist eine Liste von Basketballvereinen in Albanien.
| Verein                       | Ort       | Nationale Meisterschaften | Sportstätte                 | Sonstiges und Webadresse         | Belege |
| ---------------------------- | --------- | --- | --------------------------- | -------------------------------- | ------ |
| BC Apolonia Fier             | Fier      | | Sporthalle Fier             | Mehrspartensportverein           | [ 1 ]  |
| BC Kamza Basket (BC Valbona) | Kamza     | 2003, 2004, 2005, 2006, 2007, 2013 | Sporthalle Bathore          | früher in Bajram Curr beheimatet | [ 2 ]  |
| KB Tirana                    | Tirana    | 1946, 1948, 1949, 1950, 1957, 1961, 1962, 1963, 1965, 1971, 1999, 2001, 2002, 2008, 2009, 2010, 2011, 2012, 2017, 2018, 2023                                                                         | Sporthalle Farie Hoti       | Mehrspartensportverein           | [ 3 ]  |
| Tirana Eagles Basket         | Tirana    | | Sporthalle Asllan Rusi      |                                  |        |
| Ardhmëria Basket             | Tirana    | | Sporthalle Asllan Rusi      |                                  |        |
| BC Dinamo Tirana             | Tirana    | 1995 | Sporthalle Asllan Rusi      | Mehrspartensportverein           |        |
| BC Partizani Tirana          | Tirana    | 1951, 1952, 1953, 1954, 1956, 1958, 1959, 1960, 1964, 1968, 1969, 1970, 1972, 1973, 1974, 1975, 1976, 1977, 1978, 1979, 1980, 1981, 1982, 1983, 1984, 1985, 1986, 1987, 1988, 1989, 1991, 1992, 1996 | Sporthalle Asllan Rusi      | Mehrspartensportverein           | [ 4 ]  |
| Goga Basket                  | Xhafzotaj | 2019 | Sportzentrum Dhimitraq Goga |                                  |        |
| BC Flamurtari Vlora          | Vlora     | | Sporthalle Flamurtari       | Mehrspartensportverein           | [ 5 ]  |
| BC Teuta Durrës              | Durrës    | 1947, 1955, 2021, 2022 | Sporthalle Ramazan Njala    | Mehrspartensportverein           | [ 6 ]  |
| Besëlidhja Basket            | Lezha     | | Sporthalle Asllan Rusi      | Mehrspartensportverein           | [ 7 ]  |
| KB Vllaznia Shkodra          | Shkodra   | 1967, 1990, 1993, 1997, 1998, 2000, 2014, 2015, 2016 | Sporthalle Qazim Dervishi   | Mehrspartensportverein           | [ 8 ]  |

Die Tabelle erhebt keinen Anspruch auf Vollständigkeit.